# ماركوين تشاندلر
ماركوين ثيو جيمس تشاندلر (بالإنجليزية: Marquin Chandler)‏ (مواليد 11 مارس 1982) لاعب كرة سلة أمريكي معتزل كان يجيد اللعب في مركز المهاجم.

## النشأة والكلية
ولد تشاندلر في بيركلي وهو الأكبر بين ثلاثة إخوة. تخرج من مدرسة نيوارك التذكارية الثانوية في نيوارك بولاية كاليفورنيا في عام 2000. في السنة الأخيرة من الدراسة الثانوية فاز ببطولة الدرجة الثانية لمدارس كاليفورنيا مع فريق نيوارك التذكاري كوغارز.
من عام 2000 إلى عام 2002 انتسب تشاندلر في جامعة جورج واشنطن. مع فريق كرة السلة المسمى كولونيالز لعب تشاندلر 25 مباراة في سنته الجامعية الأولى حيث بلغ المتوسط 1.9 نقطة و 1.2 متابعة في المباراة. في الموسم التالي بلغ متوسط تشاندلر 14.7 دقيقة و 6.1 نقطة و 3.7 متابعة و 0.4 تمريرة في المباراة الواحدة مع تحقيق أرقام مزدوجة في مباراتين. كما أصبح أبا لابنة اسماها تيانا في أواخر عام 2000 خلال سنته الجامعية الأولى في جامعة جورج واشنطن. انهى فريق جامعة جورج واشنطن موسم 2000-01 بسجل 14-18 ثم 12-16 الموسم التالي.
انتقل تشاندلر إلى جامعة سان هوزيه في عام 2002. من 2003 إلى 2005 لعب تشاندلر في فريق كرة السلة للرجال المسمى سبارتانس حيث تخصص في إدارة العدالة. بلغ متوسط تشاندلر 19.8 دقيقة و 9.8 نقطة و 4.1 متابعة و 0.6 تمريرة حاسمة في موسم 2003-04. سجل 53.5٪ من محاولات التسجيل. في السنة الجمعية الأخيرة في موسم 2004-05 لعب تشاندلر 35 دقيقة في المباراة في المتوسط و 19.6 نقطة و 8.6 متابعة و 1.1 تمريرة حاسمة في المباراة الواحدة وسجل 47.1٪ من محاولات التسجيل. في كلا الموسمين قاد تشاندلر سان خوسيه سجل 6-23. في عام 2005 اختير تشاندلر للمشاركة مع الفريق الثاني في مباراة الاتحتد الرياضي الغربي.

## المسيرة الاحترافية
بعد محاولة الخروج مع سكرامنتو كينغز في الدوري الصيفي للدوري الأمريكي للمحترفين قرر تشاندلر التوقيع مع بيورفودز تيندر جويسي هوتدوغز الفلبيني في سبتمبر 2005. تزامل تشاندلر مع لاعب فريق سكرامنتو كينغز وجامعة دي بول السابق كويرمونت غرير. احتل الفريق المركز الثاني في نهاية موسم 2005-06.
في عام 2007 وقع تشاندلر لصالح أنيانغ كي جي سي الكوري الجنوبي. في مباراة استعراضية أقيمت في الفلبين ضد حامل لقب الدوري الفلبيني ألاسكا أسيز بنتيجة 102-84 حيث سجل تشاندلر 34 نقطة.
لعب تشاندلر 54 مباراة مع فريق وونجو دونغبو برومي الكوري الجنوبي في موسم 2008-2009 حيث بلغ متوسط النقاط 16.2 نقطة. انضم تشاندلر إلى فريق سيئول نايتس الكوري الجنوبي في عام 2010.
في 1 فبراير 2011 سجل تشاندلر 43 نقطة لفريقه الأهلي البحريني ليقوده للفوز على المنامة 86-83 والتأهل إلى النهائي.
في 14 مارس 2011 وقع تشاندلر مع بنفيكا البرتغالي. خسر بنفيكا بطولة الدوري في النهائي الذي تكون من سبع مباريات من بورتو. في المباراة النهائية للسلسلة حيث فاز بورتو 86-76 سجل تشاندلر 16 نقطة. فسخ بنفيكا عقد تشاندلر في نهاية الموسم.
وقع تشاندلر مع الفريق الياباني شيبا جيتس في 16 سبتمبر 2012.
في موسم 2013-2014 وقع مع نادي أنيانغ كي جي سي. في 22 مباراة بلغ متوسط تشاندلر 9.5 نقاط و 3.6 متابعة و 1.2 تمريرة حاسمة في المباراة الواحدة. في مارس 2014 لعب تشاندلر مباراة ودية واحدة مع كاسيكيس دي هاماكاو البورتوريكي.